# کبوتریان بی‌پرواز
کبوتریان بی‌پرواز (نام علمی: Raphinae) نام یک زیرخانواده منقرض‌شده از راسته کبوترسانان است. پرنده منقرض‌شده دودو نیز در همین زیرخانواده جای داشت.